# Cutting (équitation)
Pour les articles homonymes, voir Cutting (homonymie).

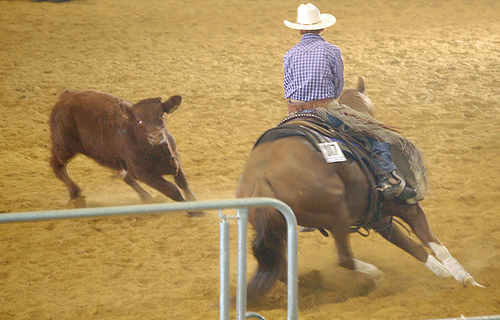
Tri d'un veau pendant une épreuve de cutting

Le cutting est une discipline d'équitation western, pendant laquelle le cavalier et sa monture sont jugés sur leur habileté à séparer un bovin du reste de son troupeau. Le cheval de cutting est particulier car il doit posséder le « sens du bétail » (en anglais cow-sense), seules quelques races de travail comme le Quarter-horse, l'Appaloosa, le Paint Horse et le Camargue le possèdent.